# BEYOND THE TIME (メビウスの宇宙を越えて)
「BEYOND THE TIME (メビウスの宇宙を越えて)」（ビヨンド・ザ・タイム メビウスのそらをこえて）はTM NETWORKの13枚目のシングル。1988年3月5日、エピックソニーより発売。
本楽曲からEP（7インチレコード）と8cmシングルCDを同時発売していくが、後述のとおりEP盤とシングルCD盤でバージョンが異なる。

## 解説
アニメ映画『機動戦士ガンダム 逆襲のシャア』の主題歌。当時行っていたツアー「Kiss Japan TM NETWORK Tour '87〜'88」の最中にレコーディングされ、1987年9月に完成、ツアー終了直後にリリースされた。
バンダイから主題歌制作のオファーを依頼された小室は、監督の富野由悠季と少なくとも1時間は「『機動戦士ガンダム』とは」について話し合い、コンセプトを共有した。その際、富野から映画本編の絵コンテおよび、富野によるコンセプトの叩き台としての歌詞を見せられ、イメージを膨らませていった。
楽曲の主なメロディは20分で完成したが、小室は「アムロ・レイとシャア・アズナブル、二人のいろんな感情を『陽と陰』みたいな形でイメージして、曲の中で明るい部分・暗い部分を共存させるような曲にしよう」「富野監督が大事にしていた『日本の浪花節』みたいなグッとくる盛り上がりを意識した演出を、曲の中で如何に作っていくか」「人類全体の夢=宇宙的な広がりのあるもの」というテーマがぼやけて、つかみきれずにいた状態の中でバックトラックを今まで以上に丁寧に作り上げた。音色には特にこだわり、人間が演奏する生の弦楽器を全面に採用し、かつシンセサイザーに打ち込んだ音色の境界のギリギリまでお互いに出し切り、時間をかけて吟味したうえで両方の良さを混ぜ合わせるようにアレンジを仕上げた。
富野は、小室の作風や個性がいかなるものかを全く認識せず同氏へ注文を出していた。制作開始当初の小室は「『スター・ウォーズシリーズ』の『メイン・テーマ』『ベンの死とTIE戦闘機の攻撃』」をイメージしていたが、富野は弦楽器の生音にインパクトを感じ、シンセサイザーの音を重要視していなかった。そのため、デモテープ→リズム→シンセサイザーのダビングなど複数の段階で富野のチェックが入り、そのたびに良い反応が得られなかった。小室は完成した映像にひたすら歩み寄り、過去のヴァイオリンの経験や生音を尊重したアレンジ、またクラシックの知識で注文に応え、ミキシングが終了するころには最終的な仕上がりに富野も納得したという。
ジャケットイラストは梅津泰臣が担当。
小室は「TMの作品ではあるが、『ガンダム』というまったく違うビジュアルと融合した、いつもより凄く重い感じのする曲」「本当はサウンドトラックを最初から最後までやりたかった。それこそ、オープニングテーマから劇伴へ、そしてエンディングまで。そうしないと見えにくいものがあって。だから、この楽曲だけでも最初の第1音には特に気を使って、時間もかけた」と振り返っている。
楽曲タイトルは本作の発売後に開催されたライブツアー「KISS JAPAN DANCING DYNA-MIX TM NETWORK ARENA TOUR」を関連付けることで、「TMにとって次の新しいテーマに進むための、1つの区切りでありステップ」という意味を込めた。
作詞を担った小室みつ子は、関係者から贈られた『機動戦士ガンダム』のビデオを観ながら、「人間は罪を繰り返していく」「結局人間は『自由と平和』という大義名分より、『個人的に愛する誰か』のために戦う。そして、未来を決めるのも意志の問題」というテーマを構築した。これをのちに振り返り「ガンダムに対する自分の感想文のようなもの」と述べている。
小室は宇都宮に対し、ボーカルメロディのキーを下げ気味に声色の雰囲気を変えるよう指示を与えた。
本楽曲は『逆襲のシャア』がゲーム作品へ登場する際にBGMとして採用されることがある（「スーパーロボット大戦シリーズ」「ガンダム無双シリーズ」など）。
2021年12月21日、日本経済新聞社内のメディアビジネスイベント・企画ユニットが運営する「日経宇宙プロジェクト」において、有人宇宙システム株式会社（JAMSS）提供の国際宇宙ステーション（ISS）を利用した高品質タンパク質結晶生成サービス「Kirara」を利用し、宇宙利用促進のため、宇宙ビジネスを応援する様々なデータを搭載したSDメモリーカードをISSへ届ける取り組みの一環として、本作の楽曲データなどを納めたSDメモリーカードがISSに向けて打ち上げられた。2022年1月25日、地球へ帰還。同年2月25日、ISSの滞在証明書が添付され日本経済新聞社に返却された。
2025年6月18日（17日深夜）放送のテレビアニメ『機動戦士Gundam GQuuuuuuX』第11話では挿入歌に使用され、YouTubeではPV公開から2週間で200万回再生を突破し、各配信チャートでも１位を記録するなど大きな話題となった。

## 批評
『逆襲のシャア』でプロデューサーを務めた内田健二は「とても現代的なフィーリングを持っていて、覚えやすい素敵な楽曲に満足しています」と評している。
Shinnosukeは「みっこさん（小室みつ子）の歌詞も含めてとにかくすべてが映像的なんですよ！ かつ、派手じゃないのにカッコイイ。切なげなギターから入るのが曲への没入感を高めていて、細かく入ってくるシーケンスやストリングスなどに宇宙を感じましたね。ベースラインも神すぎます！ 『Get Wild』と共に、ある種のアニメのエンディングテーマの雛形じゃないですか」と称賛している。

## ヴァージョン
8cmCDシングルヴァージョンはアウトロがカットアウトされている。対してEP収録ヴァージョンはアウトロにフェードアウトが施され、収録時間が短くなった。8cmCDシングルヴァージョンはベスト・アルバムへの収録が少なく『TIME CAPSULE all the singles』、『THE SINGLES 1』の一部の版、『TM NETWORK TRIBUTE ALBUM -40th CELEBRATION-』、小室楽曲のコンピレーション・アルバム『TK BOX 〜TETSUYA KOMURO HIT HISTORY〜』、『TETSUYA KOMURO ARCHIVES"T"』のみとなっている。
オリジナル・アルバム『CAROL 〜A DAY IN A GIRL'S LIFE 1991〜』には、アルバムのミックスを手がけたスティーヴ・ナイによるリミックスヴァージョン「EXPANDED VERSION」を収録。同ヴァージョンもアウトロはフェードアウトするがEP収録ヴァージョンとタイミングが微妙に異なる。収録時間はEP収録ヴァージョンより長く、8cmCDシングルヴァージョンより短い。
2014年6月11日発売のアルバム『機動戦士ガンダム 逆襲のシャア オリジナル・サウンドトラック 完全版』初回生産限定盤Disc3には、「テーマVocal BEYOND THE TIME MOVIE ENDING EDIT」として、映画のエンディングで使用されたヴァージョンを収録。アウトロはカットアウトされており収録時間は3分台。
上述した2025年6月18日（17日深夜）の『GQuuuuuuX』第11話における挿入歌での使用にあわせ、放送翌夜よりフルサイズの『-2025 Version-』およびテレビ放送サイズの『-2025 Short Edit-』が配信された。当ヴァージョンは『-2025 Version-』表記だが実際の尺はカットアウトである8cmCDシングルヴァージョンと同一である。また、YouTube MusicおよびApple Musicにてマスタリングエンジニアがクレジットされていることから、少なくとも放送にあわせてリマスタリングを施したものとみられる。

## 再発盤
2019年12月4日、完全生産限定盤としてクリアパープルヴァイナル仕様の7インチアナログレコードがリリースされた。こちらには8cmCDシングルヴァージョンが収録されている。

## 収録曲

### 7インチレコード
| 全作詞: 小室みつ子、全作曲・編曲: 小室哲哉。 |                                              |            |            |      |
| #                                            | タイトル                                     | 作詞       | 作曲・編曲 | 時間 |
| 1.                                           | 「BEYOND THE TIME (メビウスの宇宙を越えて)」 | 小室みつ子 | 小室哲哉   | 4:52 |
| 2.                                           | 「BEYOND THE TIME」(Instrumental Mix)        | 小室みつ子 | 小室哲哉   | 5:35 |
| 合計時間:                                    | 合計時間:                                    | 10:27      |            |      |

### 8cmCDシングル
| 全作詞: 小室みつ子、全作曲・編曲: 小室哲哉。 |                                              |            |            |      |
| #                                            | タイトル                                     | 作詞       | 作曲・編曲 | 時間 |
| 1.                                           | 「BEYOND THE TIME (メビウスの宇宙を越えて)」 | 小室みつ子 | 小室哲哉   | 5:34 |
| 2.                                           | 「BEYOND THE TIME」(Instrumental Mix)        | 小室みつ子 | 小室哲哉   | 5:35 |
| 合計時間:                                    | 合計時間:                                    | 11:09      |            |      |

## 収録アルバム
- 機動戦士ガンダム 逆襲のシャア オリジナル・サウンドトラック (EP版)
- CAROL 〜A DAY IN A GIRL'S LIFE 1991〜 (EXPANDED VERSION)
- COLLOSSEUM II (アリーナツアー「KISS JAPAN DANCING DYNA-MIX TM NETWORK ARENA TOUR」バージョン)
- TIME CAPSULE all the singles (CDシングル版)
- 青春歌年鑑 1988 (EP版)
- Welcome to the FANKS! (EXPANDED VERSION)
- TM NETWORK THE SINGLES 1 （EP版。ただし、通常盤の配信コンテンツはCDシングル版）
- TK BOX 〜TETSUYA KOMURO HIT HISTORY〜 (CDシングル版)
- TM NETWORK ORIGINAL SINGLES 1984-1999 (EP版)
- TM NETWORK ORIGINAL SINGLE BACK TRACKS 1984-1999 (EP版のオリジナル・カラオケ)
- 機動戦士ガンダム 逆襲のシャア オリジナル・サウンドトラック 完全版 (通常盤・初回限定盤Disc1にEP版、初回限定盤Disc3にMOVIE ENDING EDIT)
- CAROL DELUXE EDITION  (Disc2にEXPANDED VERSION、Disc3にEXPANDED VERSION基調のInstrumental版)
- TETSUYA KOMURO ARCHIVES (CDシングル版)
- Gift from Fanks T (EXPANDED VERSION)
- Gift from Fanks M (EP版)
- LIVE HISTORIA T 〜TM NETWORK Live Sound Collection 1984-2015〜　(ライブバージョン)
- LIVE HISTORIA M 〜TM NETWORK Live Sound Collection 1984-2015〜　(ライブバージョン)
- How Do You Crash It? (ライブバージョン)
- “FANKS intelligence Days” at PIA ARENA MM　(ライブバージョン)
- TM NETWORK TRIBUTE ALBUM -40th CELEBRATION- (CDシングル版)

## カバー
2008年
- 中村千絵 - オムニバスアルバム『百歌声爛-女性声優編-2』におけるメドレー内の1曲としてカバー。

2009年
- Starving Trancer feat.hideki - オムニバスアルバム『EXIT TRANCE PRESENTS SPEED アニメトランス ビター』にてカバー。2010年、同シリーズ『アニメトランス BEST THE MOVIE 2』にも収録。

2016年
- SawanoHiroyuki[nZk]:Aimer- 2016年8月開催のスペシャルライブイベント“RE:UnChild”にてカバー。『機動戦士ガンダムユニコーン RE:0096 COMPLETE BEST』期間生産限定盤のボーナスディスクに収録。

2019年
- LUNA SEA - LUNA SEA及びX JAPANのギタリストSUGIZOがOP/ED曲をプロデュースしたテレビアニメ『機動戦士ガンダム THE ORIGIN』のOP主題歌としてカバー。同年9月6日より配信リリース開始。。同年12月18日発売のアルバム『CROSS』初回限定盤Bに付属するDISC 2に収録された。
- 森口博子 - ガンダム楽曲のカバーアルバム『GUNDAM SONG COVERS』にてカバー。2022年、『GUNDAM SONG COVERS 3』にてTM NETWORKとのコラボレーションにより再カバーされた。

2023年
- 玉置成実 - パチンコ「Pフィーバー機動戦士ガンダム 逆襲のシャア」主題歌としてカバー。6月20日より配信リリース開始。

2024年
- 澤野弘之 feat. SennaRin - トリビュートアルバム『TM NETWORK TRIBUTE ALBUM -40th CELEBRATION-』にてカバー。

2025年
- 西川貴教 - アルバム『SINGularity Ⅲ -VOYAGE-』にてカバー。ライブでは小室哲哉と共演している。